# Missió (economia)
La missió d'una organització és una declaració breu de per què existeix, quin és el seu objectiu general, identificant l'objectiu de les seves operacions: quin tipus de producte o servei proporciona, els seus principals clients o mercat i la seva regió geogràfica d'operació. Pot incloure una breu declaració de qüestions fonamentals com els valors o les filosofies de l'organització, els principals avantatges competitius d'una empresa o l'estat futur desitjat: la «visió».
Una missió no és una simple descripció d'una organització per una part interessada externa, sinó una expressió, feta pels seus líders, dels seus desitjos i intenció per a l'organització. L'objectiu d'una declaració de missió és comunicar el propòsit i el sentit de l'organització als seus empleats, clients, proveïdors i altres parts interessades. Una declaració de missió també crea un sentit d'identitat per als seus empleats. Normalment, les organitzacions no canvien les seves declaracions de missió amb el pas del temps, atès que defineixen el seu propòsit i enfocament continus.
Segons Chris Bart, professor d'estratègia i governança a la Universitat de McMaster, una declaració de missió comercial consisteix en tres components essencials:
1. Mercat objectiu: el públic objectiu
2. Contribució: el producte o servei
3. Distinció: què fa que el producte sigui únic o per què l'audiència hauria de comprar-lo per sobre d'un altre

Bart estima que, a la pràctica, només el deu per cent de les declaracions de la missió diuen alguna cosa significativa. Per aquest motiu, són àmpliament poc valorades.

## Propòsit
L'únic propòsit d'una declaració de missió és servir com a objectiu o agenda de l'empresa, descriure clarament quin és l'objectiu. Alguns exemples genèrics no adients de declaracions de missió serien: "Oferir el millor servei possible al sector bancari per als nostres clients" o "Per proporcionar la millor experiència a tots els nostres clients". La raó per la qual les empreses fan ús de les declaracions de missió és deixar clar què volen aconseguir com a organització, no només per a ells i els seus empleats, sinó per als clients i altres persones que formen part del negoci, com ara els accionistes. A mesura que una empresa evolucioni, també ho farà la seva declaració de missió. Es tracta d'assegurar-se que l'empresa segueix el bon camí i d'assegurar-se que la declaració de missió no perdi el seu contacte i es converteixi en avorrida o obsoleta.
És important que una declaració de missió no es confongui amb una declaració de visió. Com s'ha comentat anteriorment, el propòsit principal d'una declaració de missió és transmetre les ambicions d'una organització d'una manera breu i senzilla; no cal entrar en detalls per a la declaració de missió, cosa que queda palesa en els exemples donats. La raó per la qual és important que una declaració de missió i una declaració de visió no es confonguin és perquè tots dos tenen diferents propòsits. Les declaracions de visió tendeixen a estar més relacionades amb la planificació estratègica i s’inclinen més a discutir on pretén ser una empresa en el futur.

## Avantatges
Proporciona direcció: les declaracions de missió són una manera de dirigir un negoci cap al camí correcte. Hi aporten a l'hora d'ajudar l'empresa a prendre millors decisions que els poden resultar beneficioses. Si la declaració de missió no proporciona cap direcció, les empreses poden tenir dificultats a l'hora de prendre decisions i planificar el futur. Per això, proporcionar una direcció es podria considerar un dels punts més avantatjosos d'una declaració de missió.
Propòsit clar: tenir un propòsit clar pot eliminar qualsevol ambigüitat potencial que pugui envoltar l'existència d'un negoci. Les persones que estiguin interessades en la progressió del negoci, com ara els grups d'interès, voldran saber que l'empresa està prenent les decisions correctes i avança cap a la consecució dels seus objectius, cosa que ajudarà a eliminar qualsevol dubte que puguin tenir els grups d'interès al negoci.
Una declaració de missió pot actuar com a eina de motivació dins d'una organització i pot permetre als empleats treballar tots cap a un objectiu comú que beneficiï tant l'organització com ells mateixos. Això pot ajudar amb factors com les seves satisfacció i productivitat. És important que els empleats sentin un propòsit. Donar-los aquest sentit del propòsit els permetrà centrar-se més en les seves tasques diàries i ajudar-los a assolir els objectius de l'organització i el seu paper.

## Desavantatges
Tot i que és molt beneficiós per a una empresa elaborar una bona declaració de missió, hi ha algunes situacions en què una declaració de missió es pot considerar poc útil.
Irreal: en la majoria dels casos, les declaracions de la missió resulten poc realistes i massa optimistes. Una declaració de missió poc realista també pot afectar el rendiment i la moral dels empleats al lloc de treball. Això es deu al fet que una declaració de missió poc realista reduiria la probabilitat que els empleats puguin complir aquest estàndard, cosa que podria desmotivar els empleats a llarg termini. Les declaracions de missió poc realistes tampoc serveixen per a res i es poden considerar una pèrdua de temps de gestió. Una altra qüestió que podria sorgir d'una declaració de missió poc realista és que es podrien prendre decisions deficients en un intent d'assolir aquest objectiu que pot danyar l'empresa i que es vegi com una pèrdua de temps i recursos.
Pèrdua de temps i recursos: les declaracions de missió requereixen una planificació. Això requereix temps i esforç per als responsables de crear la declaració de la missió. Si no s’aconsegueix la declaració de missió, el procés de creació de la declaració de missió es podria veure com una pèrdua de temps per a totes les persones implicades. Es pot dedicar molta reflexió i temps a dissenyar una bona declaració de missió i perdre tot aquest temps no és el que poden permetre’s les empreses. El temps perdut s’hauria pogut dedicar a tasques molt més importants dins de l'organització, com ara la presa de decisions per al negoci.

## Disseny
Segons un col·laborador independent de Forbes, cal respondre a les preguntes següents a la declaració de la missió:
- "Què fem?" - La declaració de la missió hauria d'esmentar clarament el propòsit principal de l'organització i el que fa.
- "Com ho fem?" - També cal esmentar com es planeja assolir la declaració de la missió.
- "Per a qui ho fem?" - Els públics destinataris de la declaració de missió s’han d'indicar clarament dins de la declaració de missió.
- "Quin valor aportem?" - S’han d'esmentar clarament els beneficis i els valors aportats en la declaració de missió.

A l'hora de dissenyar una declaració de missió, el públic hauria de tenir molt clar quin és el propòsit que persegueix. És ideal que una empresa pugui comunicar la seva missió, objectius i objectius al lector sense incloure informació innecessària a través de la declaració de missió.
Richard Branson ha comentat maneres d'elaborar una bona declaració de missió; explica la importància de tenir una declaració de missió clara i directa i que no contingui mots desconcertants innecessaris. Va continuar analitzant una declaració de missió, prenent com a exemple la declaració de missió de Yahoo en aquell moment (2013). En la seva avaluació de la declaració de la missió, semblava suggerir que, tot i que la declaració sonava interessant, la majoria de la gent no seria capaç d'entendre el missatge que transmet. En altres paraules, el missatge de la declaració de la missió potencialment no significava res per al públic.
| «                                    | Això reforça encara més la idea que una bona declaració de missió ha de ser clara i respon a les preguntes correctes de manera senzilla i no complica les coses. Un exemple d'una bona declaració de missió seria Google, que és "organitzar la informació del món i fer-la universalment accessible i útil. | » |
| — Andrew Thompson, Panmore Institute | |   |